# Bernarda de Utrera
Bernarda de Utrera (Utrera, provincia de Sevilla, 3 de marzo de 1927-ibídem, 28 de octubre de 2009) fue una cantaora gitana andaluza de flamenco.
Nació como Bernarda Jiménez Peña, hija de José el de Aurora y la Chacha Inés y nieta del cantaor de flamenco Pinini, quien a pesar de no dedicarse profesionalmente al cante, gozaba de fama en Utrera.
Según ella misma afirmaba, tanto Bernarda como su hermana Fernanda eran cantaoras de nacimiento, recibieron la influencia artística de su entorno desde la niñez, ya que nacieron de cuna gitana. Desde pequeñas, multitud de artistas gitanos flamencos acudían a la casa de los Jiménez Peña a escucharlas.

## Carrera artística
A pesar de la oposición de su padre, tanto Bernarda como su hermana participaron en 1952 en la película Duendes y misterios del flamenco de Edgar Neville. Su carrera artística como cantaora profesional, iniciada en 1957, estuvo íntimamente ligada a la de su hermana Fernanda. En ese año, ambas debutaron en el tablao Zambra de Madrid.
Más tarde grabaron su primer disco, Sevilla, cuna del cante flamenco, de la mano de Antonio Mairena Posteriormente, entre 1962 y 1964, ambas hermanas actuaron en el tablao ‘Las Brujas’ de la capital española. Tras su paso por la Feria Mundial de Nueva York es contratada por el conjunto flamenco de Manuela Vargas, con el que recorre Europa y parte de África.
La especialidad de Bernarda era el cante festero, en especial la bulería. Sin embargo, se decía de ella que poseía un sentido enciclopédico del cante, dominando los fandangos, tarantos, seguiriyas, soleares, bulerías, cantiñas, tientos o tangos por igual. A lo largo de su carrera la acompañaron al toque los más reconocidos guitarristas de la segunda mitad del siglo XX, como Melchor de Marchena, Juan Habichuela, Paco Aguilera, Manuel Morao, Juan Santiago Maya "Marote", Enrique de Melchor, Paco del Gastor y otros.
Grabó su primer disco en solitario, Ahora, en 2000, lo que da una idea de la vinculación de las carreras artísticas de las dos hermanas, que no se separaron profesionalmente hasta que Fernanda quedó incapacitada para cantar por la enfermedad que padecía.
El 7 de mayo de 2005, el Ayuntamiento de Utrera inauguró el monumento a Fernanda y Bernarda en la plaza Ximénez de Sandoval, aledaña a la calle que lleva el nombre de ambas. Este monumento representa a las hermanas cantando vestidas de flamenca.
Falleció el 28 de octubre de 2009 en Utrera, su localidad natal, tras agravarse su estado de salud. En sus últimos años prácticamente no pudo salir de su domicilio.

## Premios y reconocimientos
- Concurso Nacional de Arte Flamenco de Córdoba (1957)
- Premio Nacional de Cante de la Cátedra de Flamencología y Estudios Folclóricos de Jerez de la Frontera.
- Premio Mejor Música del año, Radio París (1988)
- Hija predilecta de Utrera (1994)
- Medalla de Plata de Andalucía (1994)[9]
- XII Bienal de Arte Flameco de Sevilla (2002)
- Medalla de Oro al Mérito en las Bellas Artes (2005)[10]
- Hija predilecta de la provincia de Sevilla (2006)

## Discografía[11]
- Sevilla, cuna del cante flamenco (1959)
- Canta y baila Andalucía (1962)
- Por ver a mi madre diera (1962)
- Jaleo flamenco (1966)
- El flamenco de Manuela Vargas (1966)
- Festivales flamencos (1966)
- Festival de cante jondo Antonio Mairena (1967)
- El cante de Fernanda y Bernarda de Utrera (1967)
- Quisiera ser como el aire (1967)
- Si me ven hablar contigo (1967)
- Archivo del cante flamenco (1968)
- Potaje gitano de Utrera (1968)
- Romance de la reina Mercedes (1968)
- Al mismo juego (1970)
- Antología de las bulerías (1971)
- Fiesta en Utrera II (1971)
- Duende del cante 1972)
- Su cante (1972)
- Triana, ay mi Triana (1974)
- Manuela Vargas, flamenco puro (1975)
- Utrera canta (1982)
- Magna antología del cante flamenco (1982)
- Antología del cante gitano de nuestra tierra (1986)
- Medio siglo de cante flamenco (1987)
- Maestros del flamenco. Bulerías (1988)
- Flamenco. En concert à Paris (1988)
- Cante flamenco (1988)
- Maestros del cante (1990)
- Raza y compás (1990)
- Testimonios flamencos. Historia del flamenco (1996)
- Cultura jonda 7 (1997)
- Cultura jonda 10 (1997)
- Quejío, ritmo de la sangre (1997)
- Un gitano de ley (1997)
- Utrera en directo (1998)
- Ahora (1999)
- Cantes inéditos (1999)
- Gitanas de Utrera por bulerías (2000)